# Des chevaux et des hommes (film)
Pour plus de détails, voir Fiche technique et Distribution.
Des chevaux et des hommes (en islandais : Hross í oss) est un film dramatique islando-allemand écrit et réalisé par Benedikt Erlingsson, sorti en 2013 en Islande et en 2014 en France.
Il est nommé pour représenter l'Islande aux Oscars du cinéma 2014 dans la catégorie meilleur film en langue étrangère.

## Fiche technique
- Titre : Des chevaux et des hommes
- Titre original : Hross í oss
- Réalisation : Benedikt Erlingsson
- Scénario : Benedikt Erlingsson
- Photographie : Bergsteinn Björgúlfsson
- Pays d’origine : Islande, Allemagne
- Genre : Comédie dramatique, romance
- Langue : islandais
- Durée : 81 minutes
- Dates de sortie :
  -  Islande : 28 août 2013
  -  France : 23 juillet 2014

## Distribution
- Helgi Björnsson
- Charlotte Bøving
- Sigríður María Egilsdóttir
- María Ellingsen
- Juan Camillo Roman Estrada
- Halldóra Geirharðsdóttir
- Erlingur Gíslason
- Kristbjörg Kjeld
- Steinn Ármann Magnússon
- Kjartan Ragnarsson
- Atli Rafn Sigurðsson
- Ingvar Eggert Sigurðsson

## Distinctions

### Récompenses
- Festival international du film d'Amiens 2013 : meilleure actrice pour Charlotte Bøving
- Festival international du film de Saint-Sébastien 2013 : Prix Kutxa du meilleur nouveau réalisateur pour Benedikt Erlingsson
- Festival du film Nuits noires de Tallinn 2013 :
  - Prix Tridens du meilleur film et de la meilleure photographie pour Bergsteinn Björgúlfsson
  - Prix FIPRESCI
- Festival international du film de Tokyo 2013 : meilleur réalisateur pour Benedikt Erlingsson
- Nordic Council Film Prize 2014

### Nominations
- Festival de cinéma européen des Arcs 2013
- Festival international du film de Palm Springs 2014